# Hidajet Jusufović
Hidajet Jusufović, także Hidaet Jusufović (ur. 9 grudnia 1973) – bośniacki niepełnosprawny siatkarz, medalista paraolimpijski.
Zawodnik klubu OKI Fantomi Sarajewo. Grał na pozycji libero. 
Jusufović był członkiem drużyny narodowej, która podczas Letnich Igrzysk Paraolimpijskich 2008 zdobyła srebrny medal. W 2006 roku został mistrzem świata, a w 2009 roku mistrzem Europy.